# Rødsfjorden (Risør)
Rødsfjorden er den vestligste del af Søndeledfjorden i Risør kommune  i Agder fylke i Norge. Den ligger vest for øen Barmen og er omkring 2,5 kilometer lang. Fjorden går fra øen Frøyna og Nordfjorden i nord til indløbet af Sørfjorden.
Nordfjorden og Sørfjorden er også dele af Søndeledfjorden, og ligger henholdsvis nord og syd for Barmen.